# Fredrik Heinig
Jens Fredrik Heinig, född 30 juli 1970 i Karlstad, är en svensk film- och TV-producent. Han är medgrundare av produktionsbolaget B-Reel Films och har producerat ett stort antal prisbelönta filmer och dokumentärer, bland annat Darling, Palme, Gentlemen, Bergman – ett år, ett liv, Greta och Jag är Zlatan.

## Biografi

### Tidig karriär
I början av 1990-talet drev Fredrik Heinig modebutiken Halberg & Venn i Stockholm tillsammans med Christian Ahlberg och Robert Bohman. Butiken, som låg på Torsgatan, blev snabbt ett nav i Stockholms alternativa modekretsar. Halberg & Venn var känd för sin försäljning av oanvända vintageplagg (så kallad "deadstock"), sin punkiga stil och sina fester och uttrycksfulla modevisningar.
För att marknadsföra butiken började Heinig och hans kollegor arrangera fester, vilket så småningom utvecklades till etablerade nattklubbar som Vegas, Solidaritet och G-klubben. Klubbarna drevs tillsammans med Claes Bodén och belönades flera gånger med Nöjesguidens pris för Årets bästa klubb. Under mer än ett decennium dominerade de Stockholms klubbscen.
Heinig, Bohman och Bodén arrangerade även under flera år stora öppningsfester för Stockholms filmfestival, Expressen Fredag-fester på Centralbadet, och var medarrangörer av Lollipopfestivalerna i slutet av 1990-talet.
Parallellt med Halberg & Venn började Heinig arbeta som konsult för ZTV, vilket ledde honom in i tv-branschen. Sommaren 1995 lades Halberg & Venn ner, och Heinig övergick därefter helt till arbete inom tv- och filmproduktion.

### Spader Knekt och St Paul Film
År 1995 grundade Heinig produktionsbolaget Spader Knekt (senare St Paul Film) tillsammans med Peter Siepen och Mikael Bohman. Kort därefter anslöt Johannes Åhlund till bolaget. Bolaget gjorde sig tidigt känt för sina nyskapande produktioner för ZTV, däribland talkshowen Jag, Peter och Estrad.
Spader Knekt producerade även musikrelaterade program och mockumentärer som Nalles Show, Stockholmare och Spacer. Till de två senare skrev Heinig manus tillsammans med Johan Kling, som också regisserade serierna.
Heinigs genombrott som långfilmsproducent kom med filmen Darling, regisserad och skriven av Johan Kling. Filmen blev kritikerrosad och belönades med sex Guldbaggar, bland annat för bästa manus och bästa manliga huvudroll. Heinig nominerades även till en Guldbagge för bästa film. Filmen vann dessutom Nordiska filmpriset vid Göteborgs filmfestival, GRETA – Svenska Filmkritikerförbundets pris – och utsågs av Dagens Nyheter till en av 00-talets bästa svenska filmer.
2008 utsågs Heinig till Årets producent och tilldelades Lorenspriset vid Göteborgs filmfestival. Han representerade Sverige vid filmfestivalen i Cannes som en del av European Film Promotions "Producers on the Move".
Kort därefter bytte Spader Knekt namn till St Paul Film.

### B-Reel
1999 var Heinig med och grundade B-Reel tillsammans med Anders Wahlquist, Petter Westlund, Pelle Nilsson och Johannes Åhlund. På B-Reel var han också styrelseordförande i många år. Bolaget blev snabbt ett av Sveriges mest uppmärksammade digitala produktionsbolag och etablerade sig på den internationella toppnivån. De vann flera prestigefyllda priser, bland annat Grand Prix i Cannes, Black Pencil i D&AD, Grand Clio, Best in Show på SXSW och en Emmy. 2010 och 2011 utsågs B-Reel till ”Production Company of the Year” av Advertising Age/Creativity, med motiveringen: ”in a league of its own”.
År 2010 gick bolagen St Paul Films och B-Reel samman under namnet B-Reel. 2017 delades verksamheten återigen upp i två separata bolag: B-Reel och B-Reel Films, som i dag drivs som ett eget företag och ägs av Heinig, Pelle Nilsson, Johannes Åhlund och Ulf Synnerholm.

### B-Reel Films
Efter Darling producerade Heinig långfilmen Puss av Johan Kling med Alexander och Gustaf Skarsgård i huvudrollerna, och var exekutiv producent för Lisa Langseths Hotell.
År 2014 producerade han Gentlemen tillsammans med Johannes Åhlund och Mattias Nohrborg, skriven av Klas Östergren och regisserad av Mikael Marcimain. Filmen hade premiär på Toronto International Film Festival och nominerades till 13 Guldbaggar – inklusive bästa film – vilket var den högsta noteringen i prisets historia. Heinig var även exekutiv producent för Peter Grönlunds Tjuvheder, som belönades med fem Guldbaggar, inklusive bästa film.
Därefter följde produktioner som Den allvarsamma leken, i regi av Pernilla August, som hade premiär vid Berlins Filmfestival, Euphoria, X&Y, Goliat och den internationella succén Ari Asters Midsommar i samproduktion med amerikanska bolaget A24, där Heinig var en av de exekutiva producenterna.
2021 producerade han tillsammans med Mattias Nohrborg och Frida Bargo Jag är Zlatan, i regi av Jens Sjögren och baserad på Zlatan Ibrahimovićs självbiografi. Filmen nominerades till sju Guldbaggar, bland annat för bästa film. Jag är Zlatan blev den mest sedda svenska filmen på bio under 2022.
Under åren har Heinig även producerat flera uppmärksammade dokumentärfilmer. Palme, i regi av Maud Nycander och Kristina Lindström, belönades med två Guldbaggar och är en av de mest sedda svenska dokumentärerna på bio. Foodies skildrade internationell matkultur, medan Bergman – ett år, ett liv, regisserad av Jane Magnusson, hade premiär i Cannes och tilldelades European Film Award 2018 för bästa dokumentärfilm.
2019 följde Stieg Larsson – Mannen som lekte med elden, som hade premiär på filmfestivalen i Sundance och nominerades till Kristallen, samt Hasse & Tage – En kärlekshistoria, som lockade över 150 000 biobesökare. Dokumentären Greta, i regi av Nathan Grossman, hade premiär på filmfestivalen i Venedig och belönades med en Guldbagge för bästa dokumentärfilm. Heinig vann även Kristallen 2021 för bästa dokumentär tillsammans med Cecilia Nessen för Greta. Samma år producerade han Det vackra spelet av Olof Berglind, om fotbollsspelaren Odilon Kossounou och den verklighet som många unga afrikanska spelare möter i Europa.
Inom tv-dramaproduktion har Heinig producerat miniserien Gentlemen & Gangsters samt thrillerserien Innan vi dör som såldes till flera internationella marknader och gjordes som remake i Storbritannien. Serien nominerades till Kristallen för bästa tv-drama. 2020 producerade han SVT-dramat Dejta, som nominerades till Kristallen för Årets tv-drama.
Under 2024 producerade Heinig, tillsammans med Frida Bargo, dramaserien The Pirate Bay för SVT – en dramatisering av den välkända fildelningssajtens historia – och var exekutiv producent för Netflix-serien Helikopterrånet, om det spektakulära rånet i Västberga 2009.
2025 producerar Heinig filmatiseringen av Andrev Waldens bok Jävla karlar. Under året släpps även fyra dokumentärer där Heinig har varit exekutiv producent: I huvudet på Bo, om regissören Bo Widerberg i regi av Jon Asp och Mattias Nohrborg, med premiär på Cannes Classics i Cannes, Amazomania och Climate in Therapy av Nathan Grossman, där den sistnämnda vann bästa dokumentärfilm på Hot Docs i Toronto, samt Ner till min far i regi av Jesper Ahlcrona.

## Filmografi
| Titel                                              | År        | Roll                        |
| -------------------------------------------------- | --------- | --------------------------- |
| Estrad                                             | 1992–1996 | Regissör                    |
| Spacer                                             | 2002      | Producent & manusförfattare |
| Jag                                                | 2003      | Producent                   |
| Darling                                            | 2007      | Producent                   |
| Puss                                               | 2010      | Producent                   |
| Ond tro                                            | 2010      | Exekutiv producent          |
| Människor helt utan betydelse                      | 2011      | Producent                   |
| Fanny, Alexander & jag                             | 2012      | Producent                   |
| Palme                                              | 2012      | Producent                   |
| Hotell                                             | 2013      | Exekutiv producent          |
| Foodies                                            | 2014      | Producent                   |
| Gentlemen                                          | 2014      | Producent                   |
| Hunger                                             | 2015      | Producent                   |
| Tjuvheder                                          | 2015      | Exekutiv producent          |
| Gentlemen & Gangsters                              | 2016      | Producent                   |
| Hotellet                                           | 2016      | Exekutiv producent          |
| Den allvarsamma leken                              | 2016      | Producent                   |
| Thelma                                             | 2017      | Samproducent                |
| Euphoria                                           | 2017      | Exekutiv producent          |
| Köttets lustar                                     | 2017      | Exekutiv producent          |
| Vox Lipoma                                         | 2018      | Exekutiv producent          |
| Bergman – ett år, ett liv                          | 2018      | Producent                   |
| Zlatan – För Sverige i tiden                       | 2018      | Producent                   |
| Goliat                                             | 2018      | Exekutiv producent          |
| Mannen som lekte med elden                         | 2018      | Producent                   |
| X & Y                                              | 2018      | Exekutiv producent          |
| Midsommar                                          | 2019      | Exekutiv producent          |
| Hasse & Tage – en kärlekshistoria                  | 2019      | Producent                   |
| Innan vi dör                                       | 2017–2019 | Producent                   |
| Maddy the Model                                    | 2020      | Exekutiv producent          |
| Det vackra spelet                                  | 2020      | Producent                   |
| Dejta                                              | 2020      | Producent                   |
| Greta                                              | 2020      | Producent                   |
| Vi är barn av vår tid – En film om Nationalteatern | 2021      | Producent                   |
| Agatha Christies Hjerson                           | 2021      | Exekutiv producent          |
| Lena                                               | 2021      | Exekutiv producent          |
| Jag är Zlatan                                      | 2021      | Producent                   |
| Exodus                                             | 2023      | Exekutiv producent          |
| Skuldfeber                                         | 2024      | Exekutiv producent          |
| Helikopterrånet                                    | 2024      | Exekutiv producent          |
| The Pirate Bay                                     | 2024      | Producent                   |
| Ner till min far                                   | 2025      | Producent                   |
| Climate in Therapy                                 | 2025      | Exekutiv producent          |